# Gare de Richmond (Californie)
Pour les articles homonymes, voir Gare de Richmond.
La  gare de Richmond, ou Richmond Transit Center, est une gare ferroviaire des États-Unis située à Richmond en Californie. Elle est desservie par le Bay Area Rapid Transit (BART) et l'Amtrak. C'est une gare sans personnel.

## Histoire
La gare est construite par Atchison, Topeka and Santa Fe Railway (ATSF) en 1900. Elle ferme en 1971, lors de la session du trafic voyageurs de l'ATSF vers l'Amtrak. 
Un nouveau bâtiment-voyageurs est mis en service en 1973, lors de la création du Bay Area Rapid Transit (BART). La gare reçoit à nouveau des trains grandes lignes de l'Amtrak à partir de 1978.

## Service des voyageurs

### Desserte
- Lignes d'Amtrak[2] :
  - Le California Zephyr : Emeryville - Chicago
  - Le Capitol Corridor : San Jose - Auburn
  - Le San Joaquins : Oakland - Bakersfield
- Le BART (gare terminus) :
  - Richmond–Daly City/Millbrae line
  - Richmond–Fremont line